# Operace Aroš
Operace Aroš byl krycí název pro rozsáhlou paradesantní akci organizovanou GRU, při které mělo být od srpna 1941 ze SSSR vysazeno do prostoru Slovenska a Protektorátu Čechy a Morava sedm výsadkových skupin se zpravodajskými a diverzními úkoly. Vysadit se podařilo pět skupin a poté byla tato operace zastavena z důvodu nepříznivého vývoje na frontě.

## Vznik a organizace
Mezi hlavní cíle, jejíchž splnění se od operace Aroš očekávalo bylo znovuaktivizování předválečných zpravodajských struktur a sítí, které GRU v Československu vybudovala. K dalším úkolům patřilo vytvoření nových struktur a jejich zaměření se nejen na zpravodajství, ale i na diverzní cíle.
Členové desantů byly standardně vybavováni civilním oděvem, dávkou potravin, finanční hotovostí, falešnými doklady, prostředky pro diverzní činnost (TNT, ruční granáty a chemikálie pro výrobu trhavin) a osobními zbraněmi. Některé skupiny byly vybaveny radiostanicemi a šifrovacími klíči. Letadla se skupinami startovala z letiště v Brovarech u Kyjeva.

## První skupina
První skupina (někdy též nazývaná Aroš I.) měla být vysazena na Slovensku a za úkol měla organizovat zpravodajskou a sabotážní činnost ve zbrojovkách a na železnici v Pováží.

### Složení
Desant tvořili Rudolf Mišutka a Peter Jágrik. Jejich úkoly byly zpravodajského a sabotážního charakteru zejména v prostředí zbrojovek a železnice v Pováží.

### Činnost
Desant odstartoval 18. srpna 1941 ve 23:00. Místo plánovaného místa doskoku nad Malou Fatrou byli oba příslušníci skupiny vinou navigační chyby vysazeni v prostoru mezi Krakovem a Tarnovem v Polsku. Po doskoku se nesešli.
Jágrik ukryl výzbroj a výstroj a přešel na Slovensko, kde se v Brvništi ukrýval u příbuzných. Podle domluvy očekával velitele a pokoušel se navázat spojení s ilegální KSS.
Mišutka po doskoku nedbale ukryl materiál a vydal se na cestu. Poté, co byl zatčen a byla u něj nalezena větší částka peněz, byl předán krakovskému gestapu. Zde přiznal pravý důvod svého pobytu a prozradil i místo doskoku. U brněnského gestapa, kam byl předán, učinil plné doznání. Mimo jiné rozkryl obsazení celé operace Aroš. Poté byl z Brna předán na Slovensko Ústredni štátnej bezpečnosti (ÚŠB), kterou byl používán jako konfident a provokatér.

## Druhá skupina
Úkolem skupiny bylo organizovat a provádět sabotáže na východním Slovensku.

### Složení
Desant tvořili Ján Segeč a Vojtech Horváth.

### Činnost
Desant byl vysazen 20. srpna 1941 krátce po půlnoci vinou navigační chyby u Kozsic jihovýchodně od Krakova. Příslušníci skupiny ukryli materiál a vydali se na kontaktní místo v Krakově. Tam se dozvěděli, že rezident byl již zatčen. Podařilo se jim získat finanční prostředky a poté přejít na Slovensko. V Liptovském Mikuláši se rozdělili. Segeč jel navštívit svého známého a Horváth se pohyboval mezi svými předválečnými známostmi. V dalších dnech se ale opakovaně scházeli. 29. srpna se dostavili na předem dohodnutou schůzku ve Spišské Nové Vsi, kontakt se ale nedostavil. Sestavili tedy šifrovanou zprávu o své činnosti a zjištěných skutečnostech a uložili ji do mrtvé schránky.
Krátce na to se vydali do Modré u Trnavy hledat radistu, který měl být jako oni též vysazen. 23. září ale byli v Banské Bystrici zatčeni agenty ÚŠB. K zatčení došlo kvůli informacím zrádce Mišutky a informacím jednoho z kontaktů.

## Třetí skupina
Úkolem skupiny bylo organizovat a provádět sabotáže na Moravě a také provádět výběr vhodných doskokových a přistávacích ploch. Jako operační prostor bylo určeno Zlínsko. 

### Složení
Desant tvořili telegrafista Vilém Janota a Josef Lejsek specialista vyškolený na sabotáže a diverzi.

### Činnost
K vysazení desantu došlo 31. srpna po půlnoci. Seskočili poblíž polské obce Wielgie. Ukryli materiál a nejprve pěšky a poté vlakem se chtěli dostat přes Krakov do Těšína. V Trzebinii byli ale zatčeni a transportováni do Katovic. Na úřadovně gestapa učinili obsáhlá přiznání o výcviku a svém poslání a určili úkryt výzbroje. 15. září 1941 byli předáni úřadovně gestapa v Praze.

## Čtvrtá skupina
Úkolem skupiny bylo provádět sabotáže na jihu Moravy; zničit skladiště pohonných hmot v Horní Moštěnici, trafostanici v Dluhonicích a dále poškozovat železniční svršky a mosty. Dalšími úkoly bylo monitorování provozu na trati Olomouc – Přerov – Ostrava a vyhledávání doskokových a přistávacích ploch.

### Složení
Desant tvořili Jan Restel, Ferdinand Čihánek, Eduard Janošec a Josef Vodička.

### Činnost
Desant byl vysazen 31. srpna u obce Sepjalov, 75 km jižně od Varšavy. Po doskoku uschovali příslušníci skupiny padáky a sabotážní materiál u jednoho rolníka. Pro přechod na Moravu se rozdělili. Restel a Janošec překročili hranice do protektorátu samostatně, Čihánek a Vodička společně. Sešli se 14. září 1941 v Olomouci. Díky Čihánkovým kontaktům se podařilo navázat kontakt s ilegální KSČ a získat trhaviny a zápalnice. Skupina ale sabotážní a diverzní činnost nevykonávala a pouze se přesouvala mezi úkryty. 
Koncem září skupinu zastihla mimořádná opatření spojená s nástupem R. Heydricha do funkce. 30. září se Čihánek dostavil na olomoucké gestapo a učinil výpověď, ve které prozradil vše o skupině i další informace o vysílání paraskupin ze SSSR do protektorátu včetně jmen, rozdělení do skupin a jejich poslání. Zároveň se stal konfidentem-provokatérem a s jeho pomocí byli příslušníci skupiny pochytáni a v květnu 1942 popraveni.

## Pátá skupina
Úkolem skupiny bylo provádět sabotážní akce na střední Moravě v prostoru Kroměříž – Holešov – Slavkov – Kunovice – Brno ve zbrojním průmyslu a proti železniční dopravě.

### Složení
Desant tvořili Karel Hovůrka, Josef Procházka a Rudolf Koloničný. 

### Činnost
Skupina byla vysazena 1. září 1941 1.20 u obce Kazanów v Polsku. Ukryli padáky a materiál a společně se dostali do Ostrowie. Zde se rozdělili; Hovůrka přešel hranice a 11. září se ukryl v Přerově u své matky. Ve stejné době dorazil do Přerova i Procházka. Koloničný se přes Krakov a Zakopané dostal do Trsteného, kde byl zatčen v restauraci po incidentu s obsluhou. Koloničný nebyl schopen vysvětlit velké množství peněz, které u sebe měl a po padesátidenní vazbě byl předán gestapu v Brně. Zbytek skupiny byl zlikvidován poté, co zrádce Čihánek ze čtvrté skupiny náhodně zahlédl Procházku a dovedl 1. října gestapo k Hovůrkovu bytu. Hovůrek se bránil a poté, co zranil jednoho z gestapáků, zahynul. Ve stejné době došlo i k zatčení Procházky.

## Nevysazené desanty
V rámci operace Aroš byly připraveny k vysazení ještě dvě skupiny:
- Karol Zábrodský, radista Augustin Horváth a diverzanti Sebastián Slámka a Jozef Máčalka měli být vysazeni do Pováží a zde provádět diverzní a sabotážní činnost a zároveň prostřednictvím vysílačky předávat zpravodajské informace. Slámka byl mimo to pověřen i kurýrními povinnostmi.

- Ján Lazar, Viliam Holéczy a kurýři Ondrej Hagyari a Adalbert Matejka měli být vysazeni v Nízkých Tatrách na Chopku a poté na středním Slovensku provádět zpravodajskou činnost. Informace měli poté předávat dvěma radiostanicemi.

Obě skupiny vyčkávaly v Brovarech na své nasazení. Na začátku září 1941 došlo vlivem přiblížení se fronty ke Kyjevu k evakuaci. Celé středisko bylo postupně přesunováno do Priluk, Varvy a poté směrem na Pirjatin. Zde se v německém obklíčení skupiny rozdělily a výsadkáři se k Rudé armádě pokoušeli dostat jednotlivě či po dvojicích. To se nakonec podařilo pouze Matejkovi, když se ukrýval v obci Těrešky do roku 1943 do návratu Rudé armády. Ostatní výsadkáři byli postupně zajati. Vydávali se za slovenské dělníky zavlečené sovětskou armádou do Ruska. Byli odesíláni zpět; někteří byli poté zatčeni slovenskými bezpečnostními orgány, další pak byli identifikováni jako výsadkáři zrádcem Mišutkou.